# Jack Stewart-Clark
Sir John "Jack" Stewart-Clark, 3e baronnet (né le 17 septembre 1929) est un homme d'affaires britannique et ancien député européen pour le Parti conservateur et unioniste de 1979 à 1999.

## Jeunesse
John Stewart-Clark est né à Queensferry, en Écosse. Il est le fils de Sir Stewart Stewart-Clark, 2e baronnet, et de sa femme Jane et fait ses études au Collège d'Eton. Il fréquente également le Balliol College d'Oxford, et la Harvard Business School. 
De 1953 à 1969, Stewart-Clark travaille avec l'entreprise familiale J. & P. Coats Ltd en Uruguay, au Canada, en Espagne, aux Pays-Bas, au Portugal et au Pakistan. En 1969, il rejoint Philips, et il est directeur général de Philips Electrical Ltd de 1970 à 1975, et de Pye Ltd. de 1975 à 1979. À partir de 1979, il est directeur non exécutif de plusieurs entreprises, dont A.T. Kearney et TSB Scotland.

## Carrière politique

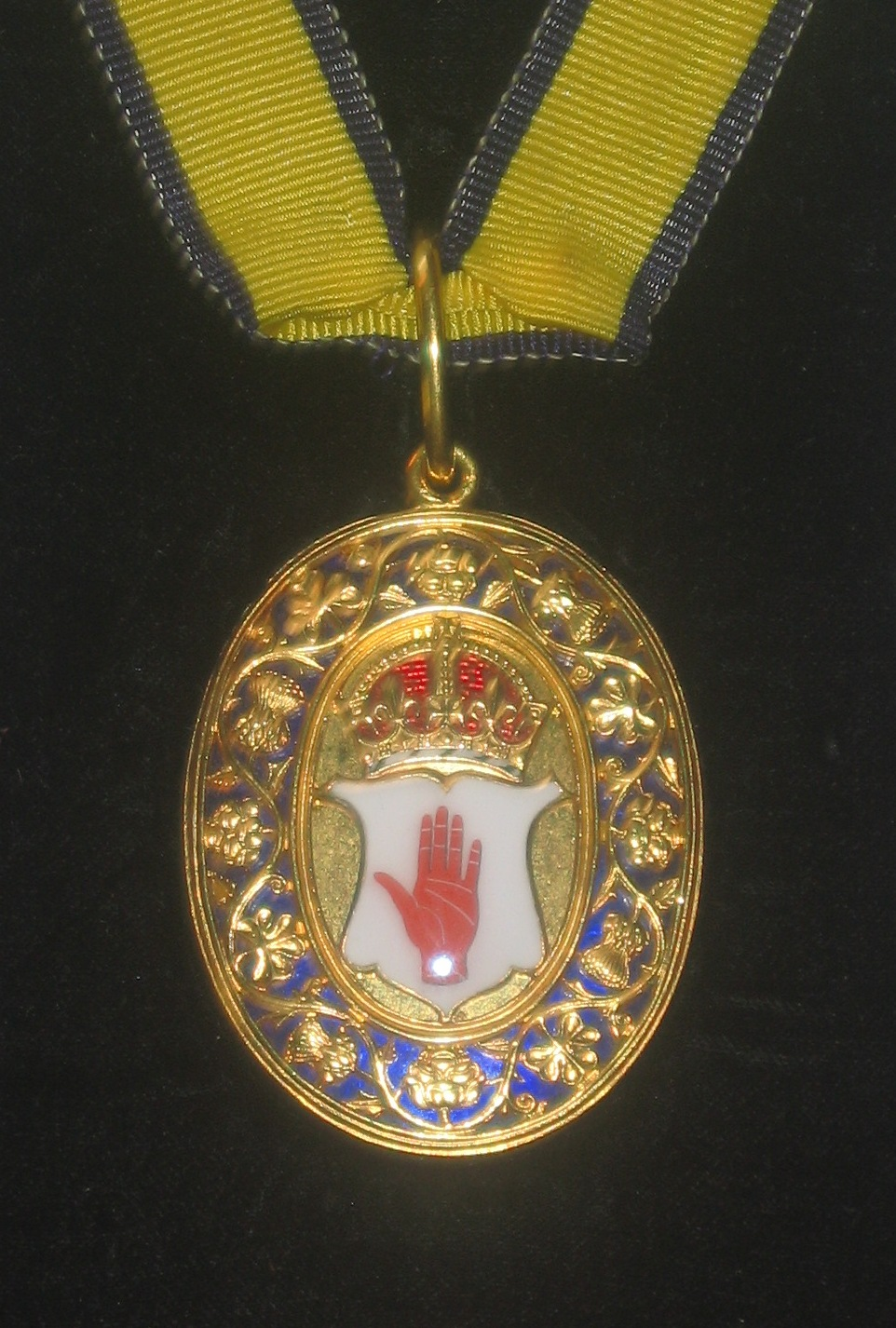
Insigne de baronnet

Stewart-Clark se présente aux élections générales de 1959 en tant que candidat unioniste pour Aberdeen North, arrivant deuxième derrière Hector Hughes. Lors des premières élections directes au Parlement européen, en 1979, Stewart-Clark se présente avec succès dans le Sussex East, occupant le siège jusqu'à son abolition en 1994. Il continue en tant que député européen, siégeant pour la circonscription d'East Sussex et Kent South jusqu'en 1999. Au sein du Parlement européen, Stewart-Clark représente le Parti conservateur et unioniste, qui s'est aligné sur le Groupe démocrate européen jusqu'en 1992, après quoi Stewart-Clark siège avec le Groupe du Parti populaire européen. Bien que siégeant pour une circonscription anglaise, il est aussi représentant des conservateurs écossais, qui n'ont pas de députés européens. Il est vice-président du Parlement européen de 1992 à 1997. Il participe à plusieurs délégations parlementaires et préside un certain nombre d'initiatives, avec un intérêt particulier pour la prévention de la toxicomanie, et devient ensuite administrateur du groupe de toxicomanie Mentor Foundation.
Stewart-Clark déclare en 2016 qu'il est favorable au maintien de l'adhésion du Royaume-Uni à l'Union européenne. À la suite du référendum sur l'adhésion à l'Union européenne du Royaume-Uni en 2016, Stewart-Clark et l'ancien député travailliste écossais Tam Dalyell proposent que le Parlement bloque le processus du départ.

## Vie privée

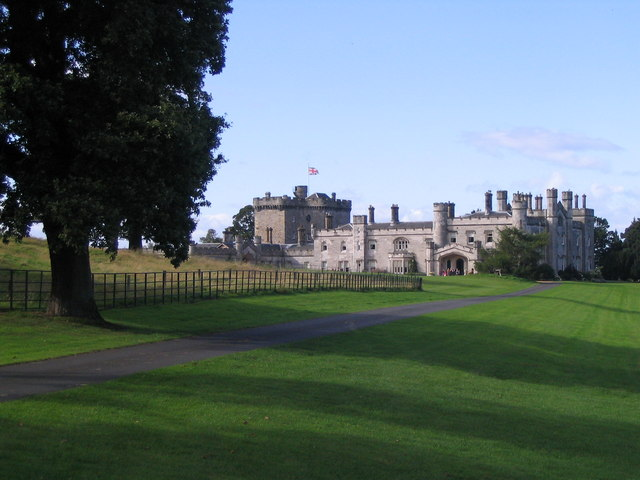
Château de Dundas en 2007

En 1958, Stewart-Clark épouse Jonkvrouwe Lydia Loudon, la nièce du Jonkheer John H. Loudon ; la petite-nièce du Jonkheer John Loudon, le ministre néerlandais des Affaires étrangères pendant la Première Guerre mondiale et l'arrière-petite-fille du Jonkheer James Loudon, gouverneur général des Indes orientales néerlandaises de 1872 à 1875. Le couple a cinq enfants[source insuffisante].

## Carrière après la politique
En 1995, Sir Jack hérite du château de Dundas de sa mère et commence un programme de restauration. Le château, construit en 1818 à côté d'une maison-tour du XVe siècle, a été acheté par l'arrière-grand-père de Stewart-Clark, le fabricant de fils Paisley Stewart Clark, en 1899. Stewart-Clark et sa femme, Lydia, vivent maintenant dans une aile, le reste de la maison étant loué pour des mariages et d'autres événements.
Stewart-Clark est impliqué dans l'association caritative Passion Trust.